# Габрце
Габрце (словен. Gabrce) — поселення в общині Рогашка Слатина, Савинський регіон, Словенія. Висота над рівнем моря: 261,8 м.